# Lincoln (Dacota do Norte)
Lincoln é uma cidade localizada no estado norte-americano de Dacota do Norte, no Condado de Burleigh.

## Demografia
Segundo o censo norte-americano de 2000, a sua população era de 1730 habitantes.
Em 2006, foi estimada uma população de 2431, um aumento de 701 (40.5%).

## Geografia
De acordo com o United States Census Bureau tem uma área de
2,6 km², dos quais 2,6 km² cobertos por terra e 0,0 km² cobertos por água.

## Localidades na vizinhança
O diagrama seguinte representa as localidades num raio de 48 km ao redor de Lincoln.